# You're Not Like Me
You're Not Like Me är en EP från 1994 av det svenska hardcorebandet Raised Fist. Utgiven av skibolaget Burning Heart Records.

## Låtlista
1. "Too Late to Change" - 1:58
2. "Respect" - 2:00
3. "To Make Up My Mind" - 1:26
4. "Break Free" - 2:09
5. "Give Yourself a Chance" - 2:50
6. "Stand Up and Fight" - 3:17